# Saint-Jean-de-Cornies
Saint-Jean-de-Cornies település Franciaországban, Hérault megyében. Lakosainak száma 839 fő (2022. január 1.). Saint-Jean-de-Cornies Montaud, Beaulieu, Saint-Drézéry és Saint-Hilaire-de-Beauvoir községekkel határos.

## Népesség
A település népessége az elmúlt években az alábbi módon változott:
| Lakosok száma | 55   | 159  | 344  | 651  | 680  | 702  | 721  | 750  | 780  | 839  |
|               | 1968 | 1982 | 1990 | 2006 | 2013 | 2015 | 2017 | 2019 | 2020 | 2022 |